# Чи Макбрайд
Кеннет «Чі» Макбрайд (англ. Kenneth «Chi» McBride; нар. 23 вересня 1961, Чикаго) — американський актор. Найбільш відомий телеролями поліціантів: детектива Емерсона Кода в «Живому за викликом», детектива Лаверна Вінстона в «Живій мішені», ще одного детектива — Дона Оуена в «Золотому жевжику» і капітана Лу Гровера в телесеріалі «Гаваї 5.0».

## Життєпис
Макбрайд народився в Чикаго (штат Іллінойс), від назви міста походить прізвисько Чи. Вихований у Церкві адвентистів сьомого дня, відвідував школу при організації, яку закінчив у 16 років.
Планував зробити кар'єру в музиці, але після співу в церковному хорі і занять з декількома музичними інструментами в рідному Чикаго, він переїхав в Атланту в 1986 році і став працювати на телефонну компанію.
Натомість, у Макбрайда є син-репер — Гартлес Макбрайд (англ. Heartless McBride).

## Фільмографія
| Рік       |   | Українська назва          | Оригінальна назва             | Роль                                |
| --------- | - | ------------------------- | ----------------------------- | ----------------------------------- |
| 1992      | ф | Високоповажний джентльмен | The Distinguished Gentleman   | Гомер                               |
| 1993      | ф | А при чому тут любов      | What's Love Got to Do with It | Фросс                               |
| 1996      | ф | Великий білий обман       | The Great White Hype          | Ровді Спектатор                     |
| 1996      | ф | Страшили                  | The Frighteners               | Кайрус                              |
| 1997      | ф | Гангстери                 | Hoodlum                       | «Іллінойс» Гордон                   |
| 1998      | ф | Меркурій в небезпеці      | Mercury Rising                | спеціальний агент ФБР Томас Джордан |
| 2000      | ф | Викрасти за 60 секунд     | Gone in 60 Seconds            | Донні Естрікі                       |
| 2000      | ф | Малюк                     | Disney's The Kid              | Кенні                               |
| 2002      | ф | Наркобарон                | Narc                          | капітан Чиверс                      |
| 2002      | ф | Таємний брат              | Undercover Brother            | шеф                                 |
| 2003      | ф | Від колиски до могили     | NarcCradle 2 the Grave        | Джамп Чемберс                       |
| 2004      | ф | Термінал                  | The Terminal                  | Джо Малрой                          |
| 2004      | ф | Я, робот                  | I, Robot                      | лейтенант Джон Берджін              |
| 2005      | ф | Велика жратва             | Waiting…                      | Кертіс Сміт                         |
| 2006      | ф | Аннаполіс                 | Annapolis                     | Макнеллі                            |
| 2006      | ф | Пішли в тюрму             | Let's Go to Prison            | Баррі                               |
| 2007      | ф | Брати Соломон             | The Brothers Solomon          | Джеймс Кулвел                       |
| 2007—2009 | с | Живий за викликом         | Pushing Daisies               | Емерсон Код                         |
| 2008      | ф | Американський син         | American Son                  | Едді                                |
| 2008      | ф | Перша неділя              | First Sunday                  | пастор Артур Мітчел                 |
| 2010      | с | Жива мішень               | Human Target                  | детектив Лаверн Вінстон             |
| 2011      | ф | Сімейне дерево            | The Family Tree               | Саймон Кребс                        |
| 2013      | ф | Хроніки ломбарду          | Pawn Shop Chronicles          | Джонсон                             |
| 2013      | с | Золотий жевжик            | Golden Boy                    | детектив Дон Овен                   |
| 2013—2020 | с | Гаваї 5.0                 | Hawaii Five-0                 | капітан Лу Гровер                   |
| 2014      | ф | День драфту               | Draft Day                     | Волт Гордон                         |
| 2015      | ф | Північ пекла              | Home Sweet Hell               | Волт Гордон                         |